# 武藤重勝
武藤 重勝（むとう しげかつ、1904年2月4日 - 1990年6月19日）は、日本の詩人、図書館情報学者。

## 生涯
1904年（明治37年）、日本統治下の台湾に生まれる。幼少期を父の郷里である宮崎県児湯郡高鍋町で過ごし、東京府の旧制第三中学校（現在の東京都立両国高等学校）を経て旧制宮崎中学校（現在の宮崎県立宮崎大宮高等学校）へ移る。旧制宮崎中5年生の時には武者小路実篤が児湯郡木城町に開いていた「新しき村」を友人らと訪問し、実篤の薫陶を受けている。
旧制宮崎中を卒業後、立教大学文学部哲学科に進学。1930年（昭和5年）に卒業した後、そのまま大学図書館の職員となる。1938年（昭和13年）、神戸市が募集していた『神戸市歌』（初代、1951年廃止）の歌詞募集において応募作が一等入選で採用された。1945年（昭和20年）3月、立教大学図書館を退職（疎開のためとみられる）。京都市立第三商業学校教諭を経て1948年（昭和23年）まで旧制高鍋中学校（現在の宮崎県立高鍋高等学校）教諭を務め、文芸誌『なみき』を発刊する。
1949年（昭和24年）4月、立教大学に復帰し図書館司書に着任、副館長に至る。この間に私立大学図書館協会研究部理事、日本図書館協会評議員を歴任。定年退職後も1970年（昭和45年）まで司書課程の非常勤講師を務めた。一方で日本詩人クラブ会員として『現代詩選』を中心に詩を発表し、編集委員を務めていた学校法人立教学院の機関誌『立教』にも詩やエッセイを多く残している。立教大学の非常勤講師を退いた後は高鍋へ帰郷し、詩や俳句の創作を中心に活動した。
1990年（平成2年）6月19日、脳梗塞のため死去。満86歳没。日本聖公会の信徒であったため、遺言により聖公会教区葬の格式に則って葬儀が執り行われた。

## 著作
いずれも没後に遺稿を整理して刊行された。
- 笠井剛 編『武藤重勝遺稿詩集 日向』（国文社、1991年）
- 武藤ミヅノ 編『武藤重勝遺稿句集 星祭』（私家版、1992年）